# Nerin E. Gun
Nerin Emrullah Gun, auch Nerin Emrullah Gün und andere Namensschreibweisen (geboren 22. Februar 1920 in Rom; gestorben 5. Dezember 1987), war ein türkisch-amerikanischer Journalist.

## Leben
Bei der Befreiung des Konzentrationslagers Dachau am 29. April 1945 war unter den von den US-amerikanischen Soldaten befreiten Häftlingen ein türkischer Staatsangehöriger: „Emrullah Nermin [sic!] Gün“ war am 13. April 1945 im KZ Dachau als Neuzugang registriert worden.
Über seine Tätigkeiten vor 1944 liegen keine gesicherten Angaben vor. „Dr. Gün“ war 1944 in der Presseabteilung der türkischen Botschaft in Budapest beschäftigt, und möglicherweise lieferte er an Schweizer Zeitungen Berichte, die den Interessen des NS-Staates widersprachen. Dazu heißt es in einer Mitteilung der Gestapo an das Gefängnis in Feldkirch, in dem Gün im April 1945 inhaftiert war: „Dr. Gün Nerin Emrullah, 24-jähriger türkischer Staatsbürger, tätig in der Presseabteilung der türkischen Botschaft in Budapest. Er wurde nach dem Haftbefehl der österreichischen Bundespolizei mit der Nummer IV 3 A 147 221 in Haft genommen, da er einer der gefährlichsten deutschfeindlichen Journalisten ist, der mit seinen Artikeln in den Medien viel Aufsehen erregt hat. Feldkirch 12.4.1945.“ Wie Gün im Vorarlberger Feldkirch, das an der Schweizer Grenze liegt, in Polizeigewahrsam geriet, ist nicht überliefert. 
Gün wanderte nach dem Zweiten Weltkrieg in die USA aus und nannte sich fortan Nerin E. Gun. Er besuchte Dachau später noch einmal. Nach der Ermordung des US-amerikanischen Präsidenten John F. Kennedy schrieb Gun 1964 einen Bericht über das Attentat, der in Großbritannien gedruckt wurde und auch in mehreren Übersetzungen in renommierten europäischen Verlagen erschien. Sein Buch wurde in der Welle von Spekulationen über die Hintergründe des Attentats nicht wahrgenommen. Mit Gun befasste sich in der Folge aber die CIA, die argwöhnte, dass er selbst in das Attentat verwickelt war, und ihn pauschal der Mitgliedschaft in einer kommunistischen Partei sowie der Spionagetätigkeit in Europa verdächtigte.
1966, also zwanzig Jahre nach seiner Befreiung aus der Dachauer KZ-Haft, veröffentlichte Gun ein Buch, das wesentlich auf seinen Erfahrungen in Dachau beruht und in mehrere Sprachen übersetzt wurde. Da es auch die Erschießung von SS-Männern bei der Befreiung des KZ Dachau schildert, wurde es in der historischen Forschung als Augenzeugenbericht herangezogen. Die historische Forschung widerspricht einigen Annahmen Guns, die von revisionistischer Seite kolportiert werden. Siegfried Kappe-Hardenberg veröffentlichte die deutsche Übersetzung im Verlag Blick und Bild. Gun schildert in dem Buch auch die Befreiung der SS-Geiseln in Südtirol.
1968 entzifferte Gun die noch vorhandenen Fragmente der Tagebücher Eva Brauns für den Druck und brachte sie im Rahmen seiner Biografie Eva Brauns in verschiedenen Sprachen heraus. Für die Recherchen hielt er sich im Umkreis der Familie Braun in Ruhpolding auf. Die Biografie enthält nach Ansicht von Heike B. Görtemaker eine Reihe von unbelegten Annahmen, doch sei sie, so 2010, „die einzig ernstzunehmende Biographie“. Gun plante, auch eine Biografie über Rudolf Heß zu schreiben, wozu er Ilse Heß aufsuchte.
Ende der 1970er Jahre gab Gun Dokumentensammlungen über die französische Politik während der deutschen Besetzung im Zweiten Weltkrieg heraus.
Nerin Gun war seit 1952 mit Joyce Willey (1928–2001) verheiratet. Die beiden lebten in New York.

## Schriften und ausgewählte Übersetzungen

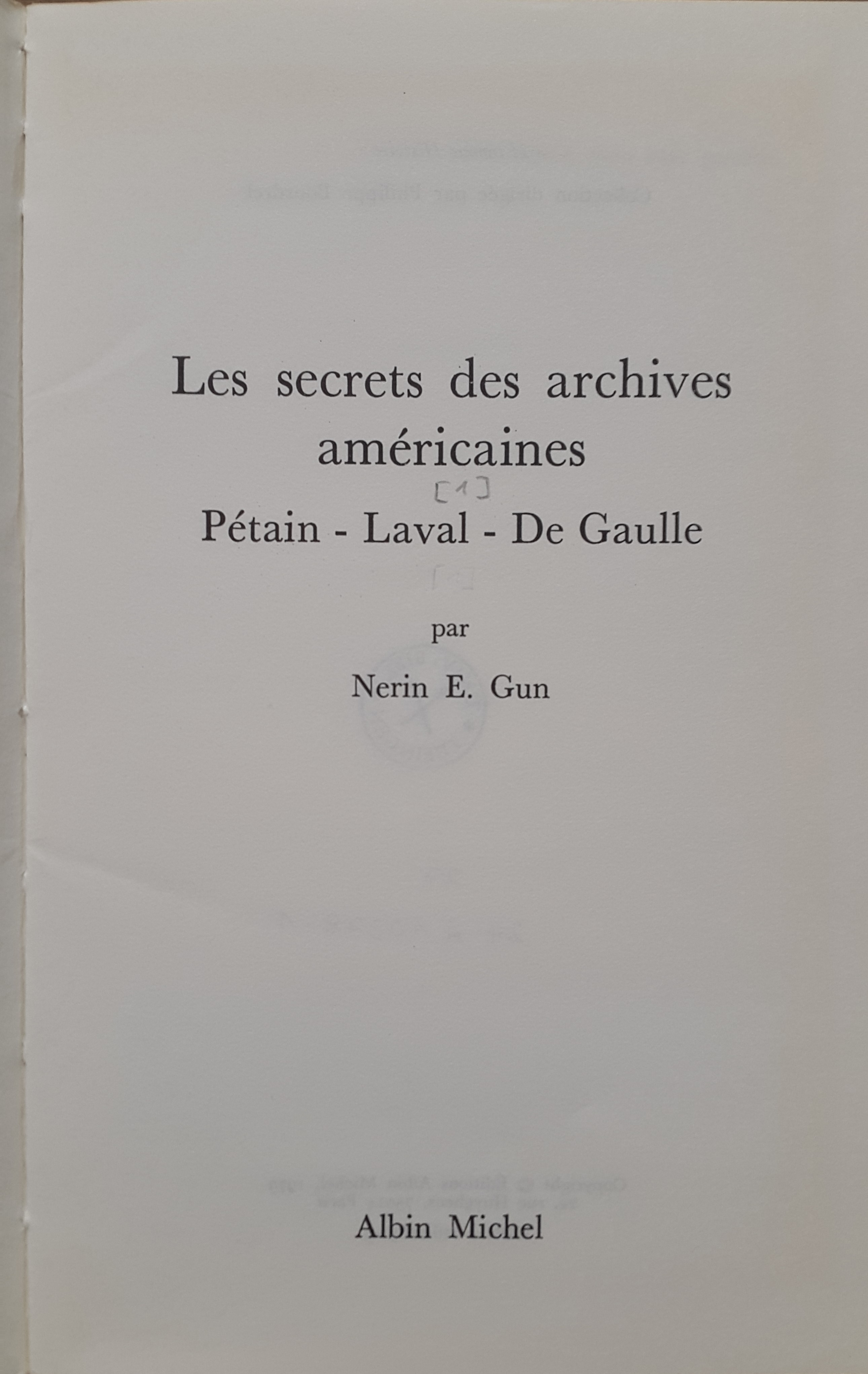
Les secrets des archives américaines (1979)

- Red roses from Texas. Frederick Muller, London 1964
  - Le rose rosse del Texas. Mondadori 1964 (it)
  - Les roses rouges de Dallas. R. Julliard, 1964 (fr)
- The day of the Americans. Fleet Pub. Corp., New York 1966 
  - Die Stunde der Amerikaner. Aus dem Amerikanischen übertragen von Dorit Adenauer-Brans. Blick und Bild Verlag, Velbert/Kettwig 1968
- Eva Braun: Hitler’s mistress. Meredith Press, New York 1968
  - Eva Braun: la donna di Hitler. Longanesi, 1970 (it)
  - L’amour maudit d’Hitler et d’Eva Braun. Laffont, 1968 (fr)
  - Eva Braun-Hitler. Leben und Schicksal. Mit 108 Aufnahmen, Urkunden und Dokumenten. Blick und Bild Verlag, Velbert/Kettwig 1968
- Les secrets des archives américaines: Pétain, Laval, De Gaulle. Albin Michel, Paris 1979 (462 Seiten)
- Les secrets des archives américaines / 2. Ni de Gaulle ni Thorez. Michel, Paris 1983 (346 Seiten)